# フィデル・バッサ
フィデル・バッサ（Fidel Bassa Santana、男性、1962年12月28日 - ）は、コロンビアのプロボクサー。マグダレーナ県エル・レテーン出身。元WBA世界フライ級王者。

## 来歴
マグダレラ県の貧しい家庭に生まれる。アマチュアで18勝2敗の戦績を残してプロに転向。1985年3月1日、ホルヘ・ルーゴを4回でKOし、7戦目にしてコロンビアのフライ級王座を獲得。同年6月21日にはレオナルド・バレデスを6回KO、中米フライ級チャンピオンとなっている。
1987年2月13日、イラリオ・サパタの持つWBA世界フライ級王座に挑戦、3対0の判定でコロンビア6人目の世界チャンピオンとなった。
同年4月25日、英国のデーブ・マコーリーの挑戦を受け、2度のダウンを奪われながらも後半に猛反撃、13回TKOで初防衛に成功した。8月15日には前王者サパタと再戦、12回引分けで辛くも王座を守る。
その後マコーリーの再挑戦を退けるなど通算6度の防衛に成功。しかし1989年9月30日、後に2階級制覇者となるヘスス・ロハスに12回判定で破れ、王座を失っで現役を引退した。

## スタイル
身長163センチと小柄でアゴに弱点があったが、スピードのあるパンチとフットワークで果敢なラッシュ攻撃を見せた。

## 通算戦績
24戦22勝（15KO）1敗1分